# Rym domyślny
Rym domyślny – rym, którego jeden ze składników jest podany przez autora, a drugi przemilczany i pozostawiony inteligencji czytelnika. Składnik przemilczany może być wulgaryzmem.
Interesującym przykładem jest fragment z „Pana Tadeusza”, w którym stary Maciej Dobrzyński komentuje politykę Napoleona: „Słyszałem, że już podpadł pod klątwy biskupie. / Wszystko to jest... – tu Maciej chleb umoczył w zupie / I jedząc nie dokończył ostatniego słowa”. Z innych miejsc w epopei wiadomo, że nestor rodu Dobrzyńskich bardzo lubił słowo „głupie”.